# Zeke and Luther
Zeke & Luther é um seriado norte-americano sobre dois skatistas adolescentes melhores amigos de infância tentando se tornar skatistas profissionais. A série é original do Disney XD. A série é centrada em Zeke (Hutch Dano), um jovem adolescente que sonha em se tornar skatista profissional ao lado do seu melhor amigo Luther (Adam Hicks), mas os dois só se metem em encrenca e tudo sempre acaba piorando com as pegadinhas de Ginger (Ryan Newman), uma menina que nas tardes chatas onde não tem nada o que fazer ela prefere atormentar a vida do seu irmão mais velho Zeke. A série também discute virtudes importantes da vida, como a amizade, a honestidade, a coragem e o trabalho em equipe.
A série estreou originalmente no dia 15 de junho de 2009, no Disney XD, em 3 de julho de 2009 no Disney XD Brasil e em 15 de outubro de 2009 no Disney Channel.
Em Portugal, estreou no Disney Channel Portugal em 2010, com direito a dobragem portuguesa. Os novos episódios da primeira e da segunda temporada foram ao ar aos sábados às 12h55, enquanto que aos domingos faziam-se repetições à mesma hora. Já a terceira temporada também teve ao sábado alguns novos episódios transmitidos à mesma hora, mas a dada altura o canal fez uma paragem temporária e quando voltou ao ar, no verão de 2012, o horário dos novos episódios mudou para durante a semana, às 19h40, tendo sido também finalizada a série nesse mesmo verão. No verão de 2015, o Disney Channel Portugal repetiu as 3 temporadas aos domingos à tarde com 5 episódios.
No dia 2 de abril de 2012 o Disney XD exibiu o fim da série nos EUA com um episódio duplo "There's No Business Like Bro Business". No Brasil o mesmo foi ao ar no dia 27 de maio do mesmo ano com o título "Confusão em Hollywood".
Em Portugal, foi exibido no Disney Channel com o título "Não há nada melhor que os amigos".
Em 18 de junho de 2011, em uma entrevista com Deadline.com, Matt Dearborn confirmou que a terceira temporada do programa seria sua última.

## Personagens

### Personagens principais
- Ezekiel "Zeke" Falcone[1] (Hutch Dano): Zeke é o melhor amigo de infância de Luther  Ele adora andar de skate e leva isso muito a sério. Sonha em tornar-se profissional junto com Luther. Na primeira temporada, Zeke é apaixonado pela sua vizinha, Olívia Masterson, e tenta sempre impressioná-la. Odeia sua irmã Ginger, que lhe prepara partidas, e muitas das vezes ele arranja uma maneira de se vingar. Odeia o Kojo, que se acha o melhor, sempre exibindo-se. Zeke tenta sempre arranjar uma maneira de conseguir um patrocinador para realizar seu sonho. Ele e Luther são super fãs de Tony Hawk e também o chamam de Sr. Tony Hawk. Detesta a palavra "perder" ou "perdedores". Ele também tem problemas com o seu sobrenome Falcone, que ninguém conhece. Ele toca "bateria imaginária" em um episódio da segunda temporada. Zeke foi o segundo a andar de skate, quando ele sempre achava que foi o primeiro, em um dos episódios Don prova que foi Luther que andou primeiro que Zeke.
- Luther Jerry Waffles (Adam Hicks): Luther é o melhor amigo de Zeke. Tem uma paixão por skate assim como Zeke, é meio maluco e muito infantil, sempre muito desligado do mundo, não leva quase nada á sério, a não ser o skate. Sonha em se tornar profissional. Aparece tocando gaita em vários episódios e também sabe falar a língua de sinais. Ele adora coisas meio malucas, como gorilas - ele até fez amizade com um. Ele namorou com a Charlene. Não gosta muito do Ozzie e vive sempre xingando e irritando. Ele também toca uma Guitarra Imaginária. Luther sempre foi meio abatido por Zeke sempre ter sido o primeiro a andar de skate, Don prova que foi Luther, enquanto Zeke sempre achava que foi o primeiro.
- Kornelius "Kojo" Jonesworth (Daniel Curtis Lee): Kojo é um amigo de Zeke e de Luther, mas também um rival para a fama de melhor skatista da cidade. Se acha o maioral por andar de skate. Ele paquera muitas garotas, mas sempre é rejeitado por todas elas, mas se dá bem com algumas delas, inclusive já namorou a prima do Zeke, o que o deixou muito nervoso. Ele toca Baixo imaginário.
- Ginger Falcone[1] (Ryan Whitney Newman)temporadas 1-2, regular; temporada 3, recorrente: É a irmã mais nova de Zeke, de 11 anos. Vive aprontando travessuras com ele. Ela sempre monta um plano, mas sempre por algum motivo diferente acaba dando errado. Sua melhor amiga é Poochie, a quem Ginger ensina várias maneiras de aprontar com irmãos para ela. Ela só pensa em lucrar e ganhar dinheiro. Muito inteligente com suas pegadinhas. Uma vez o Zeke tentou ser um irmão maneiro para a Ginger, mas ela o odeia tanto quanto ele a odeia. Tem cabelos castanhos e ondulados e seus olhos são azuis. Na turma de Ginger, tem um garoto chamado Fedegoso, que é apaixonado por ela.

### Personagens recorrentes
- Olívia Masterson (Juliet Holland-Rose): É vizinha de Zeke e a garota por quem ele é apaixonado. Ela é modelo e faz propaganda para uma marca de azeitonas; inclusive, Zeke tem um pôster com a foto dela segurando um pote de azeitonas. Ela, Zeke e Luther acabam se tornando grandes amigos ao longo da 1° temporada.
- Osvalde "Ozzie" Kepphart (Nate Hartley): Nerd, engraçado e o pior skatista da cidade. Não tem estilo próprio e já chegou a copiar o capacete do Luther. Tem um irmão mais velho que aparece na 2ª temporada. Apareceu nos episódios "Capa Do Medo", "Acampamento de skate", "Não sou protetor da minha irmã", "Rollebobos", "Eu, Skatebô", "Equipe Skatista", "Banda Imaginária", "Luther Irritado", "Equilibre Zeke Dance Luther", "Os Homens-Foguete", "Bola De Lixo", "Indo ao Zoomi", "Skates De Natal", "O Retorno Dos Rollerbobos, "O Aniversário Da Ginger" e "A Vingança Do Sr. Fitzle". Ozzie geralmente serve como árbitro dos "Duelos Bizarros" de Zeke & Luther  e toca Teclado Imaginário
- Kirby Cheddar (David Gore): Amigo de Zeke e Luther, toca trombone, quer saber andar de skate e é muito mimado. Apareceu nos episódios "Acampamento de skate", "Eu, Skatebô", "Lei Contra Lei", "Banda Imaginária", "Uma Noite Mortal", "Zeke Salta o Tubarão", "Alta Pilha De Waffles", "Uma Noite Estranha" e "Skates De Natal".
- Poochie McGruder (Lily Jackson): Ela é a melhor amiga de Ginger, sempre bate palmas quando a Ginger inventa alguma coisa. Aparece nos episódios "A Caminho Da Excursão, "Balde De Almas", "Rollerbobos", "Calça De Gases", "Luther Waffles: Skate Policial" e "Banda Imaginária".
- Garret "Fedegoso" Delfino (Andy Pessoa): Ele ama Ginger, mas não é correspondido, é meio estranho e sempre usa seu gesso da sorte. Aparece nos episódios "Sorte Em Ser Um Roedor Esta Noite", "Empilhamento De Copos", "Escola De Verão", "Calça De Gases" e "Luther Waffles: Skate Policial".
- Donut "Don" Donalson (David Ury): Proprietário do Don's Donuts, é amigo de Zeke e Luther e é obcecado por garotas. Apareceu nos episódios "O Jóquei Donut", "Acampamento De Skate", "Empilhamento De copos", "Luther Lidera", "Não Sou Protetor Da Minha Irmã", "Luther Waffles: Skate Policial" e "O Tesouro".
- Reginald "Jumpsuit" Johnson (Lawrence Mandley): Presidente da Associação de Moradores de Pacific Terrace,odeia Zeke,Luther,Ozzie e Kojo,sempre inventando apelidos maldosos para eles.É amigo do Guarda Dingle e sempre culpa Zeke e Luther por tudo.Apareceu nos episódios "Bater E Aprender","Sorte Em Ser Um Roedor Esta Noite" ,"Lei Contra Lei", "Uma Noite Estranha" e "Os Homens-Foguete".
- Oficial Dingle (Scott Beehner): É um policial, odeia skatistas, é amigo de Jumpsuit e é muito desastrado. Apareceu nos episódios "Bater e Aprender", "Garoto Aventura", "Eu,Skatebô", "Lei Contra Lei", "Um Problema Muito Peludo" e "Luther Waffles:Skate Policial".
- Nana Waffles (Marianne Muellerleile): É a vó de Luther, é muito carinhosa e adora Luther. Apareceu na primeira temporada no episódio "Aniversário Da Vovó", no episódio "A Caça Dos Plunks" da segunda temporada e no episódio " O Irmão Batizado", da terceira temporada.
- Ramón: Ele é o líder dos Rollerbobos e odeia skatistas. Aparece nos episódios Rollerbobos e "O Retorno Dos Rollerbobos".
- Lisa Grubner (Abigail Mavity): Uma menina que gosta de Zeke. Apareceu em "Jóquei Donut", "Acampamento De Skate", "Uma Noite Estranha", "Equillibre Zeke Dance Luther" e "Bola De Lixo".

## Episódios
| 1 temporada | 21 episódios |
| 2 temporada | 25 episódios |
| 3 temporada | 26 episódios |
| Total       | 72 episódios |

## Dublagem
| Elenco de dublagem         | Elenco de dublagem | Elenco de dublagem | Elenco de dublagem |
| Personagem                 | No Brasil          | Em Portugal        |                    |
| -------------------------- | ------------------ | ------------------ | ------------------ |
| Zeke                       | Fábio Lucindo      | João Pedro         |                    |
| Luther                     | Thiago Keplmair    | Luís Lobão         |                    |
| Kojo                       | Vagner Fagundes    | André Patrício     |                    |
| Ginger                     | Gaby Milani        | Anahi Gutkin       |                    |
| Ozzie                      | Raphael Ferreira   | Peter Michael      |                    |
| Agente Dingle              | Cassius Romero     | Peter Michael      |                    |
| Hootie                     | Yuri Chesman       | Paulo Oom          |                    |
| Macacão Johnson/Sr.Johnson | Guilherme Lopes    | Paulo Oom          |                    |
| Don                        | César Marchetti    | Paulo Oom          |                    |